# Dong Xi
Dong Xi (? - 217), officier de l'armée des Wu. En 196, il vint servir Sun Ce en lui présentant la tête de Yan Baihu et fut ainsi récompensé en recevant un poste de commandant. Il recommanda ensuite Yu Fan à Sun Ce.
Étant un homme de bonne forme physique, Dong Xi remporta plusieurs succès auprès de Sun Ce, notamment dans l’anéantissement de bandits et se mérita donc le titre d’Officier Commandant Auxiliaire. Durant l’attaque de Miankou contre les forces de Huang Zu, Dong Xi fut nommé commandant adjoint avec Gan Ning. Lors de la bataille de la Falaise rouge (Chi'Bi), il mena 3 000 hommes à Hanyang pour combattre Cao Cao sur la rivière Han et participa également au premier siège sur Hefei. Enfin, en l’an 216, il fut actif dans la bataille de Ruxu où, pris dans une tempête, il refusa de quitter son poste de commande et se noya à la suite du chavirement de son bateau.